# Heidy Lang-Iten
Heidy Lang-Iten (* 1962 in Triengen; † 4. November 2022) war eine Schweizer Politikerin (FDP). Dem Grossrat des Kantons Luzern gehörte sie von 1995 bis 2009 an.

## Privates
Heidy Lang-Iten war verheiratet und wohnte in Ermensee. Als Mitinhaberin eines KMU-Betriebs war sie im Detaillistenverband des Kantons Luzern (DVL) engagiert.

## Politik
Lang-Iten gehörte der Liberalen Partei Luzern und dem Vorstand der Ortspartei Ermensee an. Sie kandidierte für das Amt Hochdorf und war von 1995 bis 2009 Grossrätin. Als Grossratspräsidentin – mit einer einstimmigen Wahl – hatte sie im Jahr 2007 das höchste Amt im Kanton inne. Zwischen 2002 und 2006 war sie Vizepräsidentin der Kantonalpartei. Bei den Nationalratswahlen erreichte sie für die FDP 1999 das drittbeste Ergebnis und kam 2007 auf den ersten Ersatzplatz.

## Belege
1. 1 2  luzernerzeitung.ch: Frühere Luzerner Kantonsratspräsidentin Heidy Lang-Iten ist gestorben. (8. November 2022; abgerufen am 8. Januar 2023)

| Personendaten    | Personendaten                 |
| ---------------- | ----------------------------- |
| NAME             | Lang-Iten, Heidy              |
| ALTERNATIVNAMEN  | Iten, Heidy (Geburtsname)     |
| KURZBESCHREIBUNG | Schweizer Politikerin der FDP |
| GEBURTSDATUM     | 1962                          |
| GEBURTSORT       | Triengen, Schweiz             |
| STERBEDATUM      | 4. November 2022              |